# Komenda Powiatowa Straży Granicznej w Stołpcach
Komenda Powiatowa Straży Granicznej w Stołpcach – organ dowodzenia Straży Granicznej w II Rzeczypospolitej w latach 1922–1923.

## Formowanie i zmiany organizacyjne
Wykonując postanowienia uchwały Rady Ministrów z 23 maja 1922 roku o powołaniu Straży Granicznej, Minister Spraw Wewnętrznych z dniem 1 września 1922 wprowadził w formacji nową organizację wewnętrzną. Ostatecznie nazwę „Baony Celne” na „Straż Graniczną” zmieniono rozkazem Ministra Spraw Wewnętrznych z 9 listopada 1922 roku. Granicę wschodnią podzielono na odcinki wojewódzkie, a te na powiatowe podległe Komendom Powiatowym Straży Granicznej. Komenda Główna Straży Granicznej wyznaczyła z dniem 1 września 1922 roku obsadę personalną Komendy Powiatowej Straży Granicznej w Stołpcach i podporządkowała jej trzy bataliony piechoty.
Komendant powiatowy SG podlegał w sprawach służby granicznej staroście, a pod względem dyscyplinarnym, administracyjnym i regulaminowym komendantowi wojewódzkiemu SG.
Komendant powiatowy major Łabudć zameldował, że z dniem 12 lipca 1923 została zlikwidowana Komenda Powiatowa SG w Stołpcach.

## Służba graniczna
Wydarzenia
- 12 czerwca 1923 wojewoda nowogródzki poinformował jednostki SG, że w powiecie stołpeckim zatrzymano grupę osób z bronią. Osoby te zeznały, że są partyzantami białorusko-litewskimi, stacjonują w Broczu, a ich oddział liczy około 150 żołnierzy. jeńcy posiadali formalne legitymacje litewskie IV grupy partyzanckiej. Ich zadaniem było przeniknąć małymi grupami do Rosji Sowieckiej[5].

## Kadra komendy powiatowej
Stan na dzień 1 września 1922:
- komendant – ppłk Bronisław Szymański
- adiutant – ppor. Narcyz Chomiński
- oficer do zleceń – ppor. Marian Korwin Piotrowski

## Struktura organizacyjna
Dyslokacja według stanu na dzień 1 grudnia 1922
- Komenda powiatowa w Stołpcach
  - 32 batalion Straży Granicznej – Raków
  - 12 batalion Straży Granicznej – Rubieżewicze
  - 2 batalion Straży Granicznej – Nowy Świerżeń